# Atletica leggera ai XVIII Giochi del Mediterraneo - 400 metri ostacoli maschili
Le gare dei 400 metri ostacoli maschili ai XVIII Giochi del Mediterraneo si sono svolte il 27 e il 29 giugno 2018 presso l'Estadio de Atletismo de Campclar di Tarragona.

## Calendario
| Data      | Ora   | Turno      |
| --------- | ----- | ---------- |
| 27 giugno | 19:00 | Semifinali |
| 29 giugno | 20:05 | Finale     |

## Risultati

### Semifinali
I primi 3 classificati di ogni batteria (Q) e i 2 migliori tempi (q) si qualificano alla finale.
| Class | Batteria | Nome                     | Nazione              | Tempo | Note |
| ----- | -------- | ------------------------ | -------------------- | ----- | ---- |
| 1     | 2        | Ludvy Vaillant           | Francia              | 50.02 | Q    |
| 2     | 1        | Yasmani Copello          | Turchia              | 50.07 | Q    |
| 3     | 1        | José Bencosme de Leon    | Italia               | 50.28 | Q    |
| 4     | 2        | Zied Azizi               | Tunisia              | 50.36 | Q    |
| 5     | 2        | Abdelmalik Lahoulou      | Algeria              | 50.54 | Q    |
| 6     | 1        | Muhammad Abdallah Kounta | Francia              | 50.58 | Q    |
| 7     | 1        | Saber Boukmouche         | Algeria              | 50.64 | q    |
| 8     | 1        | Mark Ujakpor             | Spagna               | 50.84 | q    |
| 9     | 2        | Mattia Contini           | Italia               | 50.86 |      |
| 10    | 2        | Javier Delgado           | Spagna               | 51.44 |      |
| 11    | 2        | Sinan Ören               | Turchia              | 51.59 |      |
| 12    | 2        | Konstantinos Nakos       | Grecia               | 51.65 |      |
| 13    | 1        | Rusmir Malkočević        | Bosnia ed Erzegovina | 53.02 |      |
| 14    | 1        | Andrea Ercolani Volta    | San Marino           | 53.14 |      |

### Finale
| Class   | Corsia | Nome                     | Nazione | Tempo | Notes                                    |
| ------- | ------ | ------------------------ | ------- | ----- | ---------------------------------------- |
| Oro     | 4      | Ludvy Vaillant           | Francia | 48.76 | Record dei Giochi                        |
| Argento | 3      | Yasmani Copello          | Turchia | 48.76 | Record dei Giochi                        |
| Bronzo  | 6      | Zied Azizi               | Tunisia | 49.13 | Record nazionale                         |
| 4       | 7      | Abdelmalik Lahoulou      | Algeria | 49.45 | Miglior prestazione personale stagionale |
| 5       | 5      | José Bencosme de Leon    | Italia  | 49.58 | Miglior prestazione personale stagionale |
| 6       | 2      | Saber Boukmouche         | Algeria | 50.16 |                                          |
| 7       | 8      | Muhammad Abdallah Kounta | Francia | 50.18 | Miglior prestazione personale            |
| 8       | 1      | Mark Ujakpor             | Spagna  | 51.23 |                                          |